# 築城昌拓
築城 昌拓（ついき まさひろ、1983年7月26日 - ）は、日本の元ラグビー選手。弟の康拓もラグビー選手で兄と同じく7人制日本代表でコカ・コーラレッドスパークスに所属した。

## プロフィール
- 福岡県出身。
- ポジションはウィング(WTB)。
- 身長 176cm、体重 88kg
- ニックネームはツイキ。
- 7人制日本代表に選ばれており、チームのキャプテンを務めた[1]。

## 経歴
2002年、福岡西陵高校卒業後、福岡大学に入った。
2006年、福岡大学卒業後、コカ・コーラウエストレッドスパークス（当時）へと入団。同年9月2日に行われたジャパンラグビートップリーグ第1節の日本IBMビッグブルー戦にて途中出場で公式戦初出場を果たす。
2009年、ラグビーワールドカップセブンズ2009の7人制日本代表に選出された。
2018年、現役を退団した。

## 出演
- FUKUOKA15(RKBラジオ、2020年4月4日〜)